# Relations entre la Lituanie et Taïwan
Les relations entre la Lituanie et Taïwan désignent les relations internationales s'exerçant entre, d'une part, la république de Lituanie, et de l'autre, la république de Chine.
En l'absence de relations diplomatiques officielles entre les deux États, chacun d'entre eux est représenté auprès de l'autre par un bureau de représentation.

## Relations diplomatiques
Les premières relations entre la république de Lituanie et la république de Chine ont lieu dans les années 1920 après l'accès à l'indépendance de la première, les deux pays établissant des relations diplomatiques le 14 septembre 1921.
Alors que l'Union des républiques socialistes soviétiques occupe les territoires des pays baltes pendant la Seconde Guerre mondiale, la république de Chine exprime explicitement la non-reconnaissance de cette incorporation à l'Union soviétique.
Après avoir retrouvé son indépendance en 1990, la Lituanie développe des liens diplomatiques avec la république populaire de Chine, n'en entretenant aucun avec la république de Chine. En l'absence de ces dernières ou de l'existence de bureaux de représentation, Taïwan est représenté en Lituanie par l'intermédiaire de la mission de Taipei en Lettonie.
Au cours de la seconde moitié de l'année 2021, les relations entre la Lituanie et Taïwan connaissant un développement qui contrarient alors la politique d'une seule Chine soutenue par la république populaire de Chine, avec pour déclencheur l'ouverture en novembre d'un bureau de représentation taïwanais en Europe, utilisant officiellement le terme « Taïwan » plutôt que « Taipei »,. Le bureau équivalent lituanien à Taipei, bien qu'actif de facto depuis septembre 2022, ouvre le 7 novembre.